# 上泉町 (前橋市)
上泉町（かみいずみまち）は、群馬県前橋市の地名。郵便番号は371-0007。2013年現在の面積は3.89km2。

## 地理

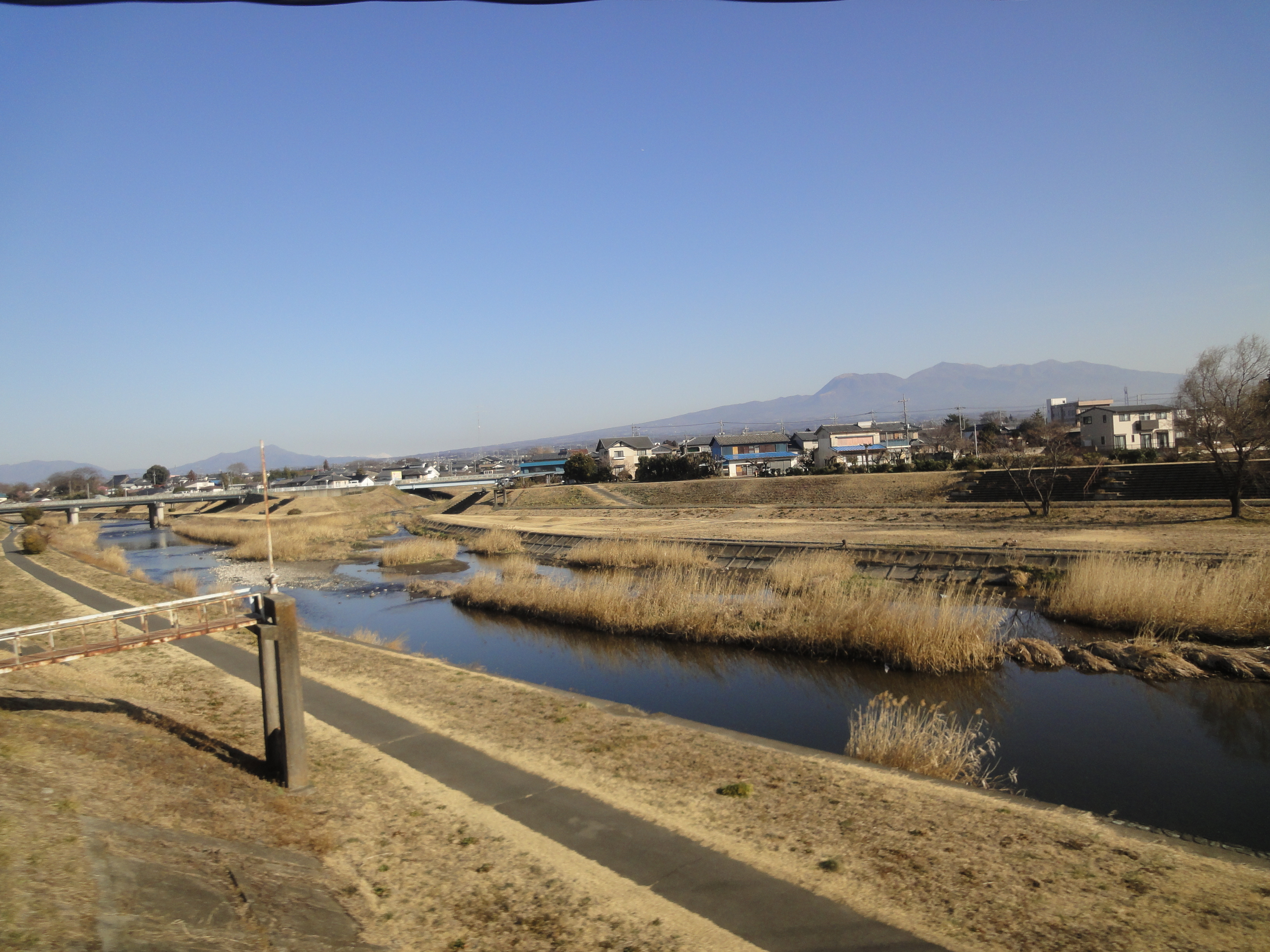
上毛電鉄の車内から赤城山を望む。手前は桃ノ木川。

南部は広瀬川低地帯、北部は赤城山南麓の緩斜面からなる。南部で桃ノ木川と藤沢川が合流する。

### 河川
- 桃ノ木川
- 藤沢川

## 歴史
南北朝時代からある地名である。前橋藩領であった。宝永年間に堤村を分村した。

### 年表
- 康暦3年（1381年） - 「上泉村」の地名が「藤原政宗請文」（「長楽寺文書」）に見える[5][6]。
- 戦国時代 - 大胡氏の一族・上泉氏が本拠とし、上泉城が築かれる[7][6]。

- 天正18年（1590年）8月 - 平岩親吉が前橋城主となり、上泉村はその領地となる。以後、江戸時代を通じて前橋藩領となる[5]。
- 宝永年間（1704年 - 1711年） - 堤村を分村[8]。

- 明治22年（1889年）4月1日 - 町村制施行により上泉村は、周辺12村（三俣村、江木村、堤村、亀泉村、堀之下村、石関村、東片貝村、西片貝村、幸塚村、上沖之郷、下沖之郷、荻窪村）が合併し南勢多郡桂萱村が成立する。
- 明治29年（1896年）4月1日 - 郡統合（南勢多郡と東群馬郡の統合）により、桂萱村は勢多郡に所属する。
- 昭和3年（1928年）11月10日 - 上毛電気鉄道上毛線中央前橋 - 西桐生間が開業する。その際同字に上泉駅が開業する。
- 昭和8年（1933年）12月18日 - 同字に赤坂駅 (群馬県)が開業する。そのため上毛線の駅が同字に2つできる。
- 昭和29年（1954年）4月1日 - 桂萱村は周辺1町5村（上川淵村、下川淵村、芳賀村、東村、元総社村、総社町）とともに前橋市へ編入され、前橋市上泉町となる。
- 昭和52年（1977年） - 一部が西片貝町一丁目、西片貝町二丁目となる。
- 平成20年（2008年）- 6月22日 国道17号上武道路が同町の群馬県道3号前橋大間々桐生線まで暫定開通する。
- 平成24年（2012年）- 12月22日 同町がこれまで終点だった国道17号上武道路が、前橋市上細井町の群馬県道4号前橋赤城線間まで暫定開通する。

## 世帯数と人口
2017年（平成29年）8月31日現在の世帯数と人口は以下の通りである。
| 町丁   | 世帯数    | 人口    |
| ------ | --------- | ------- |
| 上泉町 | 1,968世帯 | 4,773人 |

## 小・中学校の学区
市立小・中学校に通う場合、学区は以下の通りとなる。
| 番地 | 小学校             | 中学校             |
| ---- | ------------------ | ------------------ |
| 全域 | 前橋市立桂萱小学校 | 前橋市立桂萱中学校 |

## 交通

### 鉄道
- 上毛電気鉄道上毛線上泉駅
- 上毛電気鉄道上毛線赤坂駅

### 道路
国道は国道17号上武道路が通っており、県道は群馬県道3号前橋大間々桐生線と群馬県道76号前橋西久保線が通っている。

## 施設
- 上毛電気鉄道上毛線上泉駅
- 上毛電気鉄道上毛線赤坂駅
- 前橋市立桂萱中学校
- 前橋市立桂萱小学校

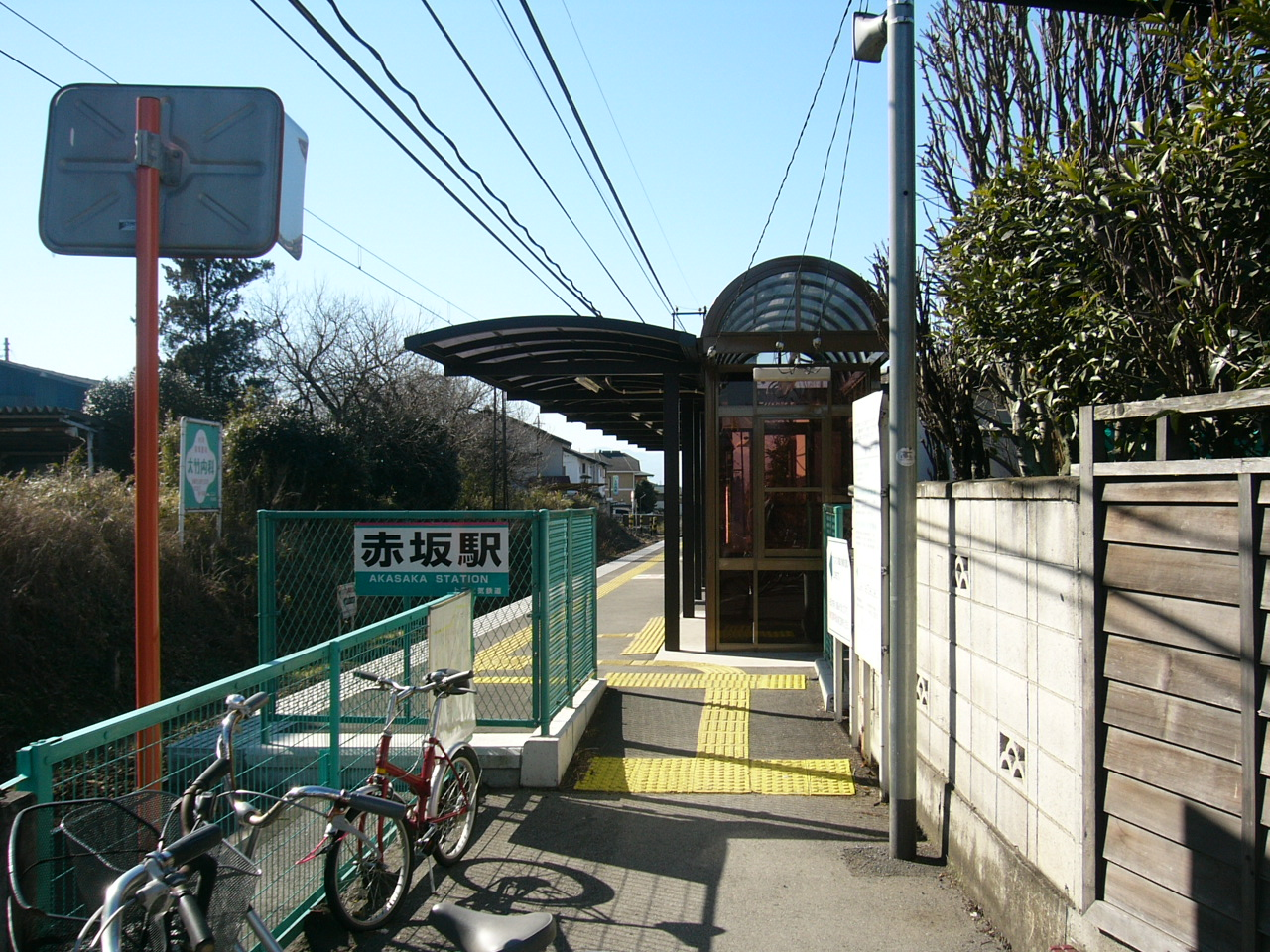
上毛電気鉄道上毛線赤坂駅

- 前橋市立桂萱保育所 - 昭和31年（1956年）に桂萱地区婦人会が季節保育所を開設したことに始まり、昭和33年（1958年）に前橋市立桂萱保育所として設置された[10]。
- 関東運輸局群馬運輸支局
- 前橋上泉郵便局 - 昭和4年（1929年）5月6日桂萱郵便取扱所として開設。昭和43年（1968年）5月1日から前橋上泉郵便局[11]。
- 上泉郷蔵 - 棟札から寛政8年（1796年）の建築と分かる。所在地は上泉城本丸跡とされる[12]。群馬県指定史跡[13]
- 新田塚古墳 - 直径30メートルの円墳で、7世紀中期以降の建造とみられる。『上毛古墳綜覧』桂萱村題1号墳[14]。前橋市指定史跡[15]。
- 諏訪神社 - 旧社格は村社[16]、獅子舞は前橋市指定重要無形民俗文化財[17][15]。
- 宝禅寺 - 天台宗、神護山無量寿院宝禅寺[18]。異型板碑は前橋市指定文化財[15]
- 西林寺 - 曹洞宗、恵雲山東寿院西林寺[19]。
- 玉泉寺 - 新義真言宗、赤城山阿弥陀院玉泉寺[20]。